# Abluce

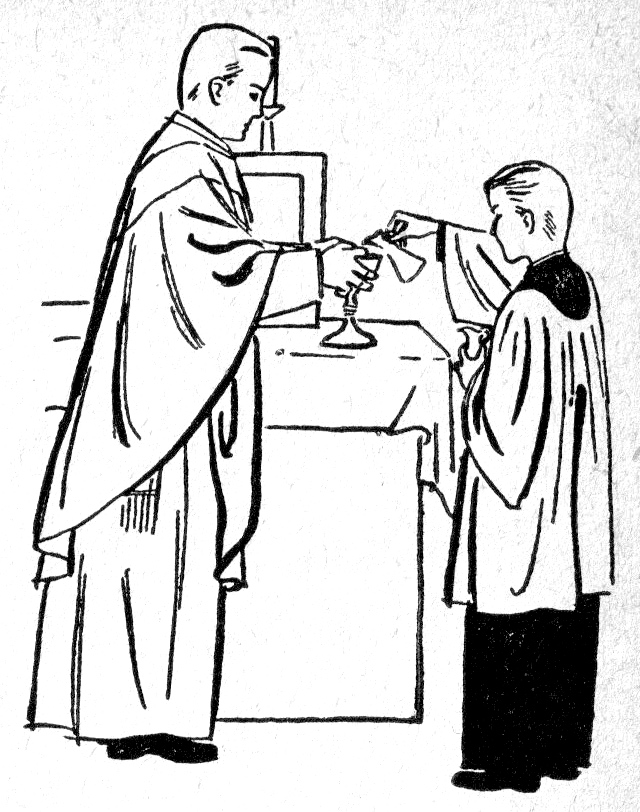

Abluce (ablutio) je omývání prstů a vymývání mešních nádob. Užívá se buď vína (s trochou octa) nebo vody. Abluce se provádí při mši svaté po přijímání kněze. Kněz při Mši abluci obvykle na závěr vymytí nádob vypije.
Možností je také (pouze u posvátných olejů, používá se u biskupů) užití kousku citronu a skrojku chleba. Biskup prsty promačká citron, jehož kyselina mu "vytáhne" olej z prstů a následně si prsty otře do skrojků chleba, k tomu nachystaných.